# Theodore K. Rabb
Theodore K. Rabb (geboren am 5. März 1937 in Teplice, Tschechoslowakei als Theodor Kwasnik Rabinowicz; gestorben 7. Januar 2019 in Plainsboro Township, New Jersey) war ein US-amerikanischer Historiker.

## Leben
Theodor Rabinowicz war ein Sohn des Revisionistischen Zionisten Oskar Kwasnik Rabinowicz und der Rosa Oliner. Die Familie floh 1939 bei der Zerschlagung der Tschechoslowakei durch das nationalsozialistische Deutschland nach England. Rabinowicz besuchte das Clifton College in Bristol und machte 1958 einen B.A. am Queen’s College (Oxford) und je einen M.A. 1960 an der Princeton University und 1962 in Oxford. Theodore K. Rabb, wie er sich jetzt nannte, wurde 1961 in Princeton mit einer Dissertation über Edwin Sandys promoviert. Er arbeitete als Instructor in Princeton, 1961/62 an der Stanford University, 1962/63 an der Northwestern University. 1963 wurde er Assistant Professor an der Harvard University und 1967 Associate Professor an der Princeton University, wo er 1976 eine volle Professur erhielt. Rabb wurde 2006 emeritiert.
Rabb war 1970 Guggenheim Fellow. Im selben Jahr gründete er mit Robert I. Rotberg die Zeitschrift Journal of Interdisciplinary History. Er gab 2009 eine englische Übersetzung des „Ständebuchs“ (Eygentliche Beschreibung Aller Stände auff Erden) von Hans Sachs in englischer Übersetzung heraus.

## Schriften (Auswahl)
- The Thirty Years’ War: Problems of Motive, Extent, and Effect. Boston, 1964
- Enterprise and Empire: Merchant and Gentry Investment in the Expansion of England, 1575–1630. Cambridge, MA: Harvard University Press, 1967
- Theodore K. Rabb; Jerrold E. Seigel (Hrsg.): Action and conviction in early modern Europe : essays in memory of E. H. Harbison. Princeton: Princeton University Press, 1969
- Robert I. Rotberg, Theodore K. Rabb: The Family in History: Interdisciplinary Essays. New York: Harper & Row, 1973
- The Struggle for Stability in Early Modern Europe. Oxford: Oxford University Press, 1975
- Robert I. Rotberg, Theodore K. Rabb: Industrialization and Urbanization: Studies in Interdisciplinary History. Princeton: Princeton University Press, 1981
- (Hrsg.): The new history : the 1980s and beyond; studies in interdisciplinary history. Princeton: Princeton University Press, 1982
- Renaissance Lives: Portraits of an Age. New York: Pantheon Books, 1993
- Jacobean Gentleman: Sir Edwin Sandys, 1561–1629. Princeton: Princeton University Press, 1998
- Emergence of International Business 1200–1800, Volume III: Enterprise and Empire. New York: Taylor & Francis, 1999
- Theodore K. Rabb, Ezra N. Suleiman: The making and unmaking of democracy: lessons from history and world politics. London: Taylor & Francis Group, 2003
- The Last Days of the Renaissance & the March to Modernity. New York: Basic Books, 2006
- Why Does Michelangelo Matter?: A Historian’s Questions about the Visual Arts. Palo Alto: The Society for the Promotion of Science and Scholarship, 2018